# 昆貢
昆 貢（こん みつぐ、1958年6月14日 - ）は、北海道出身の現調教師・元騎手。

## 来歴
1976年4月より栗東・橋本正晴厩舎所属の騎手候補生となり、1977年2月からは服部正利厩舎に移籍。
1978年3月にデビューし、同期には安藤賢一・嘉堂信雄・田原成貴らがいる。同4日の阪神第12競走5歳以上300万下・ワールドゼット（18頭中18着）で初騎乗を果たし、5月28日の阪神第11競走5歳以上600万下・トーアラックで初勝利を挙げる。1年目の同年は2勝に終わり、2年目の1979年には7勝を挙げるが、服部のあまりの厳しさに耐えかねて、11月より庄野穂積厩舎に移籍。
3年目の1980年には阪神障害ステークス（春）・ハツノボリ（9頭中7着）で重賞初騎乗を果たし、11月29日の京都で初の1日2勝を挙げるなど、初の2桁で自己最多の21勝をマーク。
1981年には2年連続2桁となる15勝をマークし、1984年にはカツラノイシキリで桜花賞に騎乗する予定であったが、出走取消で騎手生活唯一のクラシック騎乗機会を逃す。
1987年にはペガサスステークスでビンゴガルー産駒・母父タニノチカラのトッピングガイを14頭中14番人気の3着に導き、6月より大沢真厩舎に移籍。
1988年2月からはフリーとなり、夏の小倉では7月に16日第3競走3歳新馬・タッチアンドエース、翌17日第6競走4歳未勝利・オンワードダラスと2日連続勝利、8月20日には第4競走3歳新馬・ベリーグッド、第7競走4歳以上400万下・ノーザンユーと1日2勝をマーク。この4勝が同年の全勝ち鞍となり、1989年に現役を引退。同年2月12日の小倉第2競走4歳未勝利・リトルバレンタインで逃げ切ったのが最後の勝利、同19日の小倉第12競走4歳以上400万下・ヤマニンストライプ（11頭中6着）が最後の騎乗となった。
引退後は福島信晴厩舎の調教助手（1989年 - 1998年）を経て、1999年2月には南井克巳らと共に調教師免許を取得。
2000年3月1日付で厩舎を開業し、同5日に初出走となった阪神第12競走5歳以上500万下は、後の重賞馬アルアランが9番人気で3着となる。4月15日の阪神第7競走で同馬が人気に応えて、延べ11頭目で初勝利を挙げると、同馬は2002年のオグリキャップ記念で重賞初勝利をもたらす。
2004年2月21日付で小林慎一郎が所属となり、2006年12月9日にJRA通算100勝を達成。
2007年の全日本2歳優駿をイイデケンシンが制しGI級競走初勝利を挙げると、2008年にはNHKマイルカップと東京優駿をディープスカイで制覇。
2009年には高松宮記念・スプリンターズステークスでローレルゲレイロが勝利し、2011年には天皇賞（春）をヒルノダムールで制覇。
厩舎はかつては本田優・藤田伸二・四位洋文、現在は横山典弘・田中勝春を主戦騎手に起用。
昆曰く「日高の馬」にこだわり、「社台グループが強くなりすぎてしまったら、競馬自体が面白くない」とも語っている。
函館2歳ステークスを制覇することが大きな目標の一つであり、例年函館でデビューさせた2歳馬を同レースに出走させているが、2006年にローレルゲレイロが2着になったのが最高である。

## 騎手成績
|      | 1着 | 2着 | 3着 | 騎乗数 | 勝率 | 連対率 |
| ---- | --- | --- | --- | ------ | ---- | ------ |
| 平地 | 87  | 85  | 103 | 1089   | .080 | .158   |
| 障害 | 5   | 5   | 5   | 32     | .156 | .313   |
| 通算 | 92  | 90  | 108 | 1121   | .082 | .162   |

|            | 日付          | 競馬場・開催  | 競走名          | 馬名             | 頭数 | 人気 | 着順 |
| ---------- | ------------- | ------------- | --------------- | ---------------- | ---- | ---- | ---- |
| 初騎乗     | 1978年3月4日  | 1回阪神3日12R | 5歳上1000万下   | ワールドゼット   | 18頭 | -    | 18着 |
| 初勝利     | 1978年5月28日 | 3回阪神4日11R | -               | トーアラック     | -    | -    | 1着  |
| 重賞初騎乗 | 1980年2月24日 | 1回阪神2日10R | 阪神障害S（春） | ハツノボリ       | 9頭  | 6    | 7着  |
| GI初騎乗   | 1984年4月8日  | 2回阪神6日10R | 桜花賞          | カツラノイシキリ | 22頭 | -    | 取消 |

### 主な騎乗馬
- トッピングガイ（1987年ペガサスステークス3着）

## 調教師成績
|            | 日付           | 競馬場・開催   | 競走名             | 馬名             | 頭数 | 人気 | 着順 |
| ---------- | -------------- | -------------- | ------------------ | ---------------- | ---- | ---- | ---- |
| 初出走     | 2000年3月5日   | 1回阪神4日12R  | 5歳上500万下       | アルアラン       | 13頭 | 9    | 3着  |
| 初勝利     | 2000年4月15日  | 2回阪神7日7R   | 5歳上500万下       | アルアラン       | 16頭 | 1    | 1着  |
| 重賞初出走 | 2000年3月25日  | 3回中山1日11R  | マーチS            | シアトルブリッジ | 15頭 | 4    | 10着 |
| 重賞初勝利 | 2002年4月29日  | 2回笠松6日10R  | オグリキャップ記念 | アルアラン       | 10頭 | 3    | 1着  |
| 重賞初勝利 | 2008年2月2日   | 1回東京1日11R  | 東京新聞杯         | ローレルゲレイロ | 16頭 | 6    | 1着  |
| GI初出走   | 2000年10月22日 | 4回京都6日11R  | 菊花賞             | マッキーローレル | 18頭 | 9    | 15着 |
| GI初勝利   | 2007年12月19日 | 11回川崎3日10R | 全日本2歳優駿      | イイデケンシン   | 12頭 | 5    | 1着  |
| GI初勝利   | 2008年5月11日  | 2回東京6日11R  | NHKマイルC         | ディープスカイ   | 18頭 | 1    | 1着  |

## 主な管理馬
※括弧内は当該馬の優勝重賞競走、太字はGI級競走。
- アルアラン（2002年オグリキャップ記念、ブリーダーズゴールドカップ）
- ローレルゲレイロ（2008年東京新聞杯、阪急杯、2009年高松宮記念、スプリンターズステークス）
- アルドラゴン（2007年名古屋大賞典）
- イイデケンシン（2007年全日本2歳優駿）
- ディープスカイ（2008年毎日杯、NHKマイルカップ、東京優駿、神戸新聞杯）
- ヒルノダムール（2011年大阪杯、天皇賞（春））
- ハタノヴァンクール（2012年ジャパンダートダービー、2013年川崎記念、ブリーダーズゴールドカップ）
- アンジュデジール （2017年スパーキングレディーカップ、2018年エンプレス杯、マリーンカップ、JBCレディスクラシック）
- ミスパンテール （2017年ターコイズステークス、2018年京都牝馬ステークス、阪神牝馬ステークス、ターコイズステークス）
- マイスタイル （2019年函館記念）
- ライトオンキュー （2019年京阪杯）
- マテンロウオリオン（2022年シンザン記念）
- マテンロウレオ（2022年きさらぎ賞）
- トップナイフ（2025年札幌記念）

## 主な厩舎スタッフ
- 菅谷正巳（調教助手。元騎手）
- 坂井千晃（元厩務員。女性厩務員として12年間昆厩舎で勤務）
- 藤野健太（2003年 - 2019年 元厩務員、元調教助手）